# Pärlsisel
Pärlsisel, Spermophilus suslicus, är en dagaktiv, underjordiskt levande gnagare som tillhör ekorrfamiljen.

## Taxonomi
Catalogue of Life listar 3 underarter:
- Spermophilus suslicus suslicus (Güldenstaedt, 1770)
- Spermophilus suslicus boristhenicus (Pusanov, 1958)
- Spermophilus suslicus guttatus (Pallas, 1770)

De flesta arterna i det tidigare släktet Spermophilus har efter DNA-studier konstaterats vara parafyletiska med avseende på präriehundar, släktet Ammospermophilus och murmeldjur. Detta släkte har därför delats upp i flera släkten. Kvar i Spermophilus finns endast den gamla världens sislar, som, bland andra, denna art.

## Utseende
Pärlsiseln är tämligen mörkt brunaktig på ovansidan som är översållad med runda, blekgula fläckar. Undersidan är blekgul. Kroppslängden uppgår till 18-25 cm förutom svansen som är 3-4 cm lång. Öronen är, liksom hos siseln, mycket små. Till kroppsformen liknar pärlsiseln siseln.

## Vanor
Liksom sin nära släkting siseln lever pärlsiseln underjordiskt i gångsystem, som den gräver i mjuk jord. Dessa kan ofta blir mer omfattande än hos siseln. Den är kolonibildande. På hösten går den i ide och vaknar upp igen omkring april.

## Föda
Pärlsiseln lever främst av gräs, örter, frön och övriga grödor. Den kan även ta animalisk föda som insekter och små ryggradsdjur.

## Utbredning
Pärlsiseln finns i Sydösteuropa som sydöstra Polen, Slovakien. östra Rumänien, delar av Vitryssland, Ukraina, Moldavien samt södra Ryssland till Volgafloden. Som siseln föredrar den stäpplandskap, även odlade sådana.

## Hot
Pärlsiseln hotas framför allt av det moderna jordbruket och den omvandling och uppdelning av dess främsta biotop, stäppen, som detta fört med sig. Denna utveckling har pågått åtminstone de senaste 50 åren, även om det verkar som om nedgången har saktat in under det senaste decenniet.
Pärlsiseln är fridlyst i Polen.